# Tumasera
Tumasera est une ville du Botswana.